# 上毛郡
上毛郡（日语：／ Kōge gun */?）是過去位于日本福岡縣的郡，已於1896年2月26日與築城郡合併為築上郡。
當時管轄的町村以有部分被合併為豐前市。

## 歷史
過去屬於三毛郡，後以山國川為介，分割為上三毛郡和下三毛郡，也就是現在的上毛郡和下毛郡，也因此上毛郡地區與下毛郡地區（現在的大分縣中津市）的文化及歷史具有一定的關係。

### 年表
- 1889年4月1日：實施町村制，上毛郡下設：八屋町、宇島町、山田村、千束村、三毛門村、黑土村、橫武村、合河村、岩屋村、東吉富村、高濱村、西吉富村、南吉富村、友枝村、唐原村。
- 1896年2月26日：與築城郡合併為築上郡。